# Eurotium niveoglaucum
Eurotium niveoglaucum är en svampart som först beskrevs av Thom & Raper, och fick sitt nu gällande namn av Malloch & Cain 1972. Eurotium niveoglaucum ingår i släktet Eurotium och familjen Trichocomaceae.   Inga underarter finns listade i Catalogue of Life.